# Temple d'Àrtemis (Corfú)

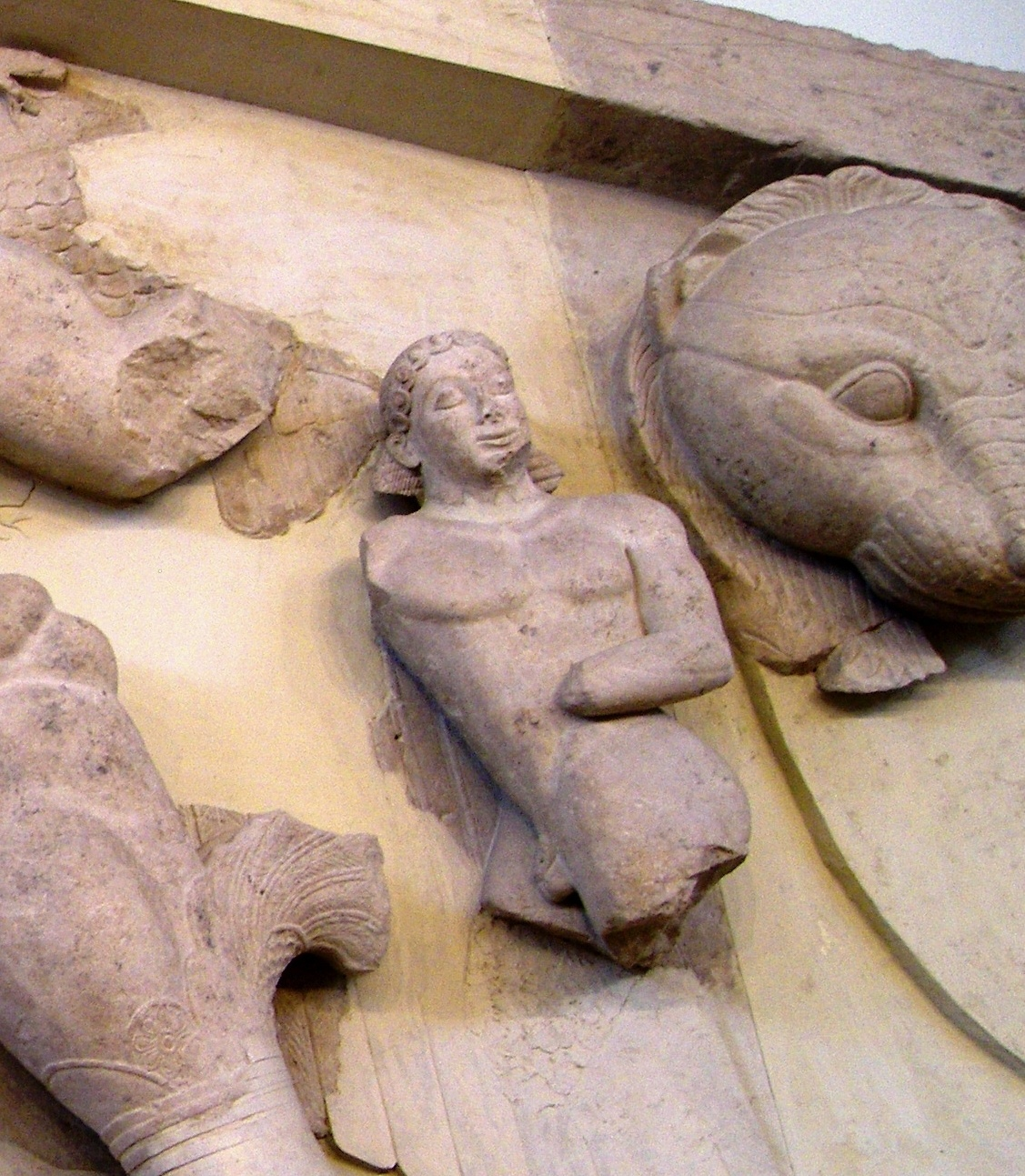
Crisàor, fill de la Gòrgona

El Temple d'Àrtemis és un temple grec del període arcaic de Corfú, a Grècia. Fou construït al voltant de l'any 580 abans de la nostra era a l'antiga ciutat de Kerkyra, en el que hui és el barri de Garitsa. El temple estava dedicat a Àrtemis, i era conegut com el primer temple dòric construït només amb pedra. També es considera el primer edifici que incorpora tots els elements de l'estil arquitectònic dòric. Molt pocs relleus de temples grecs arcaics ens han pervingut, i els grans fragments del grup del frontó en són les primeres supervivències importants.
Era un edifici perípter amb una configuració pseudodipteral. Tenia un perímetre rectangular, amb una amplada de 23,46 m i una longitud de 49 m, amb orientació cap a l'est perquè la llum pogués entrar a l'interior a l'alba. Fou un dels temples més grans de la seua època.
La mètopa del temple devia estar decorada, perquè en les ruïnes es trobaren restes de relleus que mostraven Aquil·les i Mèmnon. El temple es considera una fita de l'arquitectura grega antiga i una de les 150 obres mestres de l'arquitectura occidental. L'arquitectura del temple de Corfú pot haver influït en el disseny d'una estructura de santuari arcaic que es troba a St. Omobono, a Itàlia, a prop del Tíber, en l'Antiga Roma, en l'època dels etruscs, que incorpora elements de disseny semblants. Si hagués estat en ús en el segle iv, l'haurien tancat durant la persecució dels pagans en l'Imperi romà, quan els emperadors emetien edictes que prohibien el culte no cristià. Guillem II de Prússia va participar en les excavacions de l'antic temple mentre estava de vacances al seu palau d'estiu d'Achilleion de Corfú i mentre Europa es preparava per a la guerra.

## Excavacions

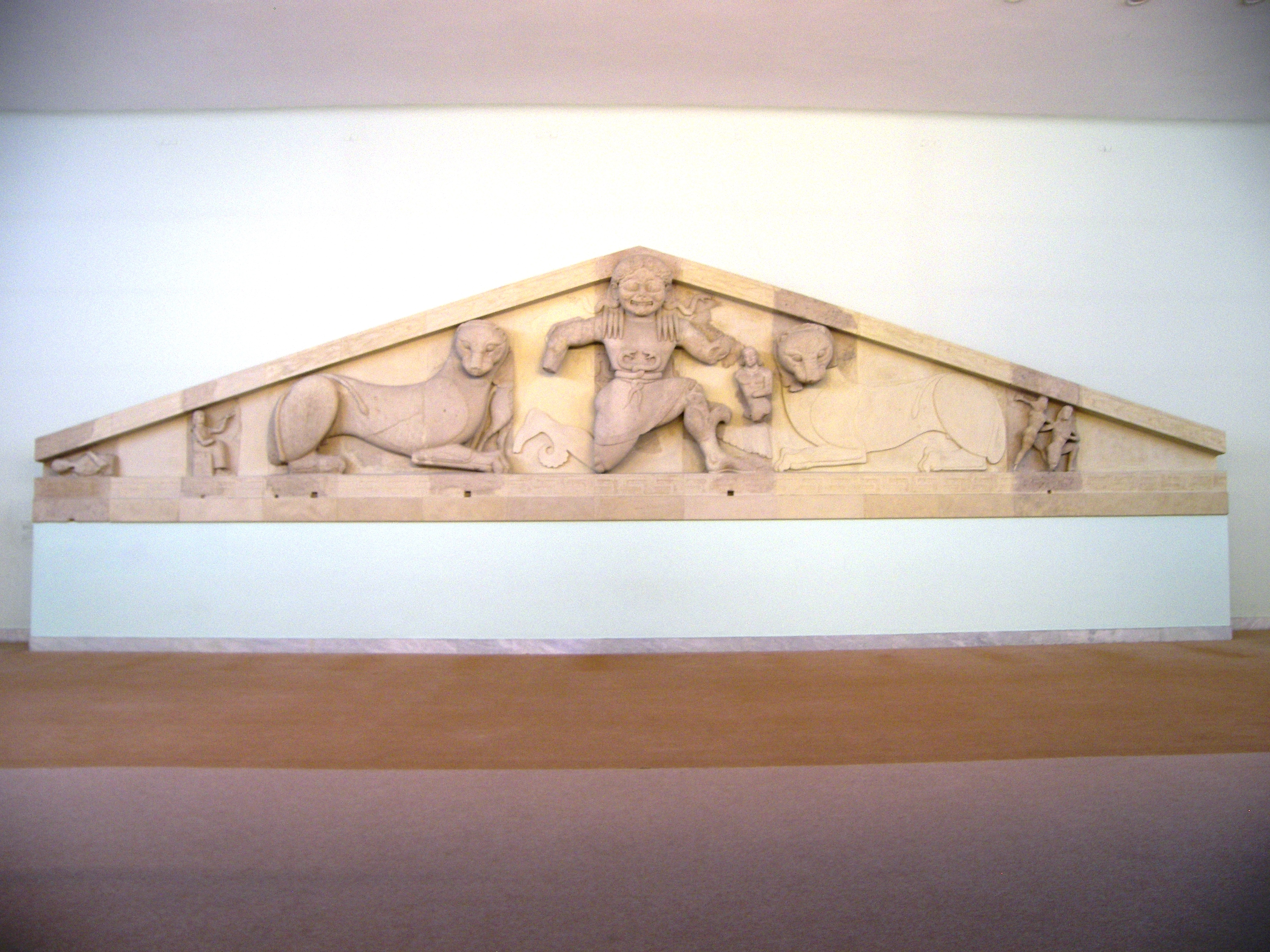
El frontó complet

En van trobar les ruïnes durant les Guerres Napoleòniques soldats del general francés François-Xavier Donzelot mentre cavaven trinxeres per a la guerra.
El kàiser Guillem II de Prússia va tenir una "obsessió de tota la vida" amb l'escultura de la Gòrgona, des de la seua assistència a seminaris sobre arqueologia grega en la Universitat de Bonn, impartits per l'arqueòleg Reinhard Kekulé von Stradonitz, que esdevindria assessor del kàiser. El mateix kàiser, mentre residia al seu palau d'estiu d'Achilleion de Corfú i mentre Europa es preparava per a la guerra, va participar en les excavacions de l'antic temple.
El 1911, el kàiser, amb l'arqueòleg grec Federiko Versakis per la Societat Arqueològica Grega i el famós arqueòleg alemany Wilhelm Dörpfeld per l'Institut Arqueològic Alemany, començaren les excavacions al Temple d'Àrtemis de Corfú. Les activitats del kàiser a Corfú en aquell moment es relacionaven amb afers polítics i arqueològics. Les excavacions es van veure enterbolides per maniobres polítiques a causa de l'antagonisme que s'havia desenvolupat entre els dos principals arqueòlegs de l'excavació del temple.
Poc queda hui al jaciment, només la base del temple i alguns fragments. Les ruïnes existents, però, han proporcionat prou informació per a reconstruir els detalls arquitectònics del temple.(1)

## Arquitectura del temple

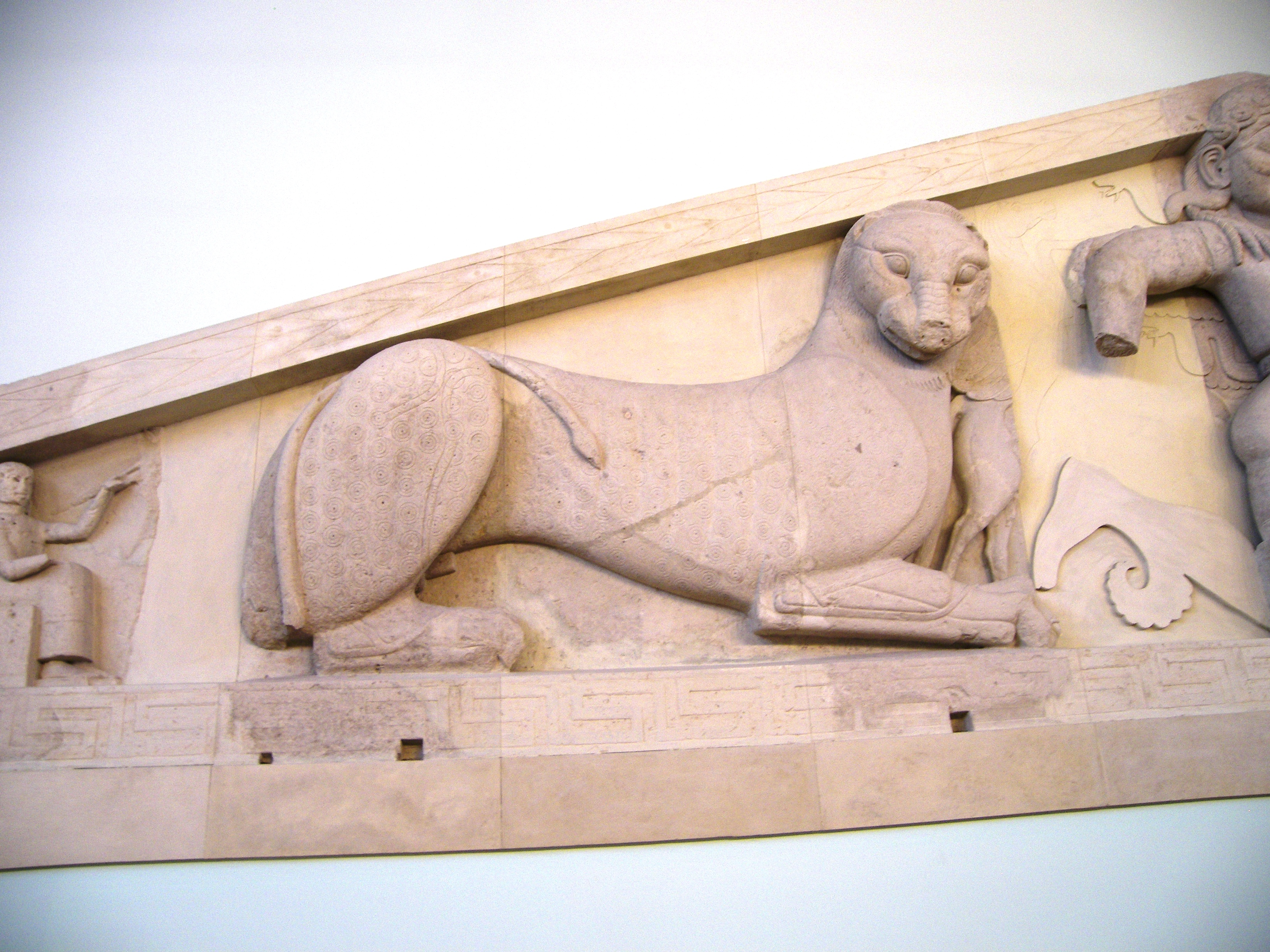
La pantera de l'esquerra

L'edifici estava recolzat al voltant del perímetre amb columnates de dues fileres de vuit columnes per a la part davantera i posterior de l'edifici, mentre que els costats els recolzaven dues fileres de disset columnes cadascuna.(1)
Al bell mig del temple hi havia una cambra rectangular o naos de 9,4 m d'amplada i 34,4 m de llargada, subdividida en tres espais per dues columnates de deu columnes cadascuna. El Temple d'Àrtemis de Corfú i el Partenó són els únics temples grecs amb vuit columnes entre les antae.
La columnata de fora de vuit per dèsset columnes, també anomenada peristil, tenia prou de separació de la cambra interior per a poder afegir-n'hi una segona. El temple de Corfú, però, no té pas aquesta columnata interna per raons econòmiques. Aquesta configuració d'una sola columnata, en un espai que en permet una segona, es diu pseudodipteral. El Temple d'Àrtemis de Corfú n'és el primer exemple conegut d'aquest estil.(3)
La part davantera i de darrere del temple tenia dos frontons, dels quals només l'occidental sobreviu en bon estat, mentre que el frontó oriental està fet bocins. Els frontons foren decorats amb figures mítiques, esculpides en alt relleu. Aquest és el primer exemple conegut d'un frontó decorat a Grècia. Tots dos frontons semblen decorats de manera idèntica i tenen amb un gran relleu de la Gòrgona Medusa, de més de 9 peus d'alçada. El frontó fa 9 peus, 4 polzades d'alt al centre. Les escultures incorporades en aquests frontons es consideren els primers exemplars importants d'escultura grega d'un edifici dòric. El frontó occidental juntament amb altres fragments arquitectònics es mostren al Museu Arqueològic de Corfú. El frontó fou descrit en The New York Times com el "millor exemple existent de l'escultura d'un temple arcaic".

## Detalls de frontó

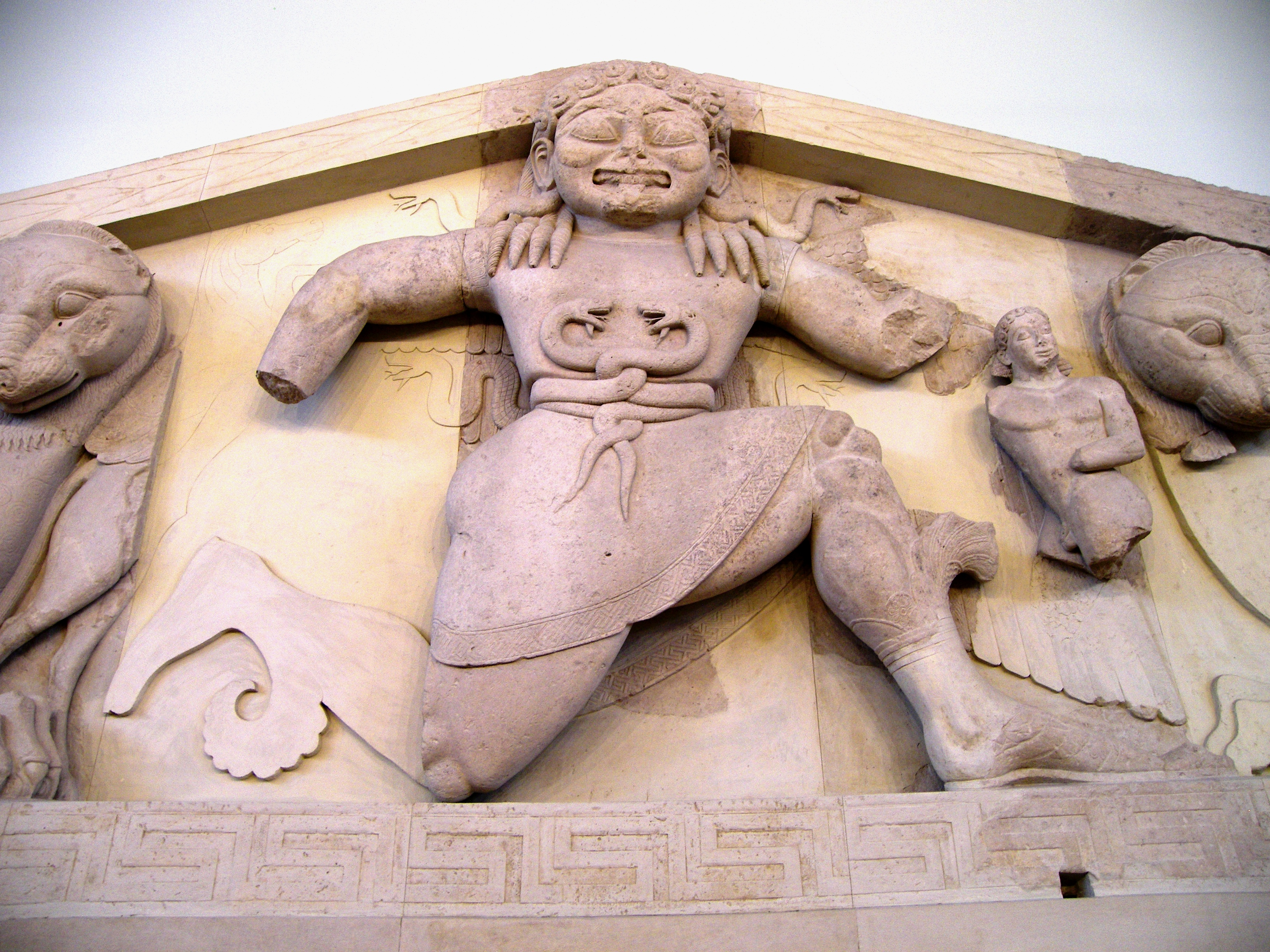
La Gòrgona duu un cinyell de serps entrellaçades, símbol de fertilitat

El frontó representa Medusa d'una manera estilitzada; els peus n'estan disposats de manera que suggereix rotació, que al seu torn indica moviment o vol quan s'aplica als atributs de Medusa, sobretot a les ales. Medusa duu una faldilla curta que li permet moure's lliurement mentre fuig de Perseu. El moviment està indicat per la postura de les cames, l'anomenada posició Knielauf.
La Gòrgona duu un cinyell de serps entrellaçades; el cinyell és símbol de fertilitat tradicionalment associat a la reproducció i la sexualitat. La presència de serps, però, també hi afig una qualitat demoníaca, així com un element de perill. Dues serps més li ixen cap a fora des del coll. La figura de Medusa s'assembla molt a les deïtats de la "Senyora dels Animals" que es troben a l'Orient Pròxim i també s'assembla a la Dèmon mesopotàmica Labartu, que era l'equivalent de la deïtat grega Làmia.
Els seus fills, Pegàs i Crisàor, són a cada costat seu, tot i que van nàixer després de la seua mort. El rostre de Medusa és repulsiu, amb un malvat "somriure arcaic". Les panteres, que flanquegen a Medusa a cada costat, són les guardianes del temple i miren cap a fora com per a inspeccionar visualment els seus dominis. La grandària més reduïda dels lleopards guardians en relació amb el recinte del frontó i el seu alt relleu indica que l'escultor arcaic volia desconnectar els animals del seu entorn.
El cap de Medusa xoca amb el contorn del frontó i pretén fer un efecte aterridor. També s'ha suggerit que, com que és inusual que Àrtemis no siga representada al frontó del seu temple, Medusa pot representar el costat ctònic o demoníac d'Àrtemis, ja que totes dues eren protectores dels animals. Sembla que la funció de les figures de Medusa i de la pantera és apotropaica, és a dir, evitar el mal i evitar que entràs al temple.
Darrere la pantera de l'esquerra hi ha una figura seguda. Es va demostrar que aquesta figura era atacada per una altra que duia una llança, que ha desaparegut del frontó.
Rere de la figura seguda, a la seua esquerra, hi ha la figura barbuda d'un guerrer mort, mirant cap a fora. Darrere de la pantera, a la dreta, es mostren dues figures. Es creu que la figura que és més a prop de la pantera és Zeus, representat en un perfil parcial empunyant un llamp contra una altra figura, que mira cap a fora. La figura duu barba i està agenollada. A la dreta d'aquestes figures, sembla que hi havia un altre relleu d'un guerrer mort.
Hi ha raons per a pensar que la figura seguda és Rea o Cronos, i si fos així les escenes representades a la dreta i l'esquerra de les panteres podrien representar un sol tema, la Titanomàquia, la batalla entre els déus i els titans, la qual cosa encaixa millor amb un Zeus sense barba (és a dir, més jove), que rares vegades es representa així. També hi ha arguments en el sentit que la figura seguda és la del rei Príam de Troia, assassinat per l'heroi grec Neoptòlem i que l'escena de l'esquerra està inspirada en la Guerra de Troia. Si fos així, aleshores hi ha dos temes presents al frontó: Iliupersis i la Gigantomàquia, la batalla entre els déus i els gegants.
Com que aquestes figures no estan relacionades amb la llegenda de Medusa, es creu que la funció apotropaica dels símbols del temple com la Medusa i les panteres, com a símbols guardians, està començant a ser reemplaçada per la idea que s'empraren figures i temes de la mitologia com a decoració. La funció decorativa, en el temps, va prevaler sobre l'apotropaica.

## Pel·lícula
The Gaze of the Gorgon es un poema fílmic creat per Tony Harrison, que examina les polítiques de conflicte en el segle s. xx utilitzant la Gòrgona com a metàfora. La narració de la pel·lícula es fa per la boca d'una estàtua del poeta Heinrich, que el kàiser havia enretirat de l'Achilleion després que es feu càrrec del palau de mans de l'emperadriu Elizabeth d'Àustria. La pel·lícula descriu la connexió entre Heine, la Gòrgona de Corfú i el kàiser Guillem II, que tenia una obsessió amb la Gòrgona. En la pel·lícula, la veu de Harrison narra: 
| « | ...què estava fent el kàiser? Excavant a Corfú, el savi kàiser va percebre l'olor del frontó perdut del temple, excavant les trinxeres on la Gòrgona espera per a veure el descobriment dels ulls de la Gòrgona. | » |

## Galeria d'imatges

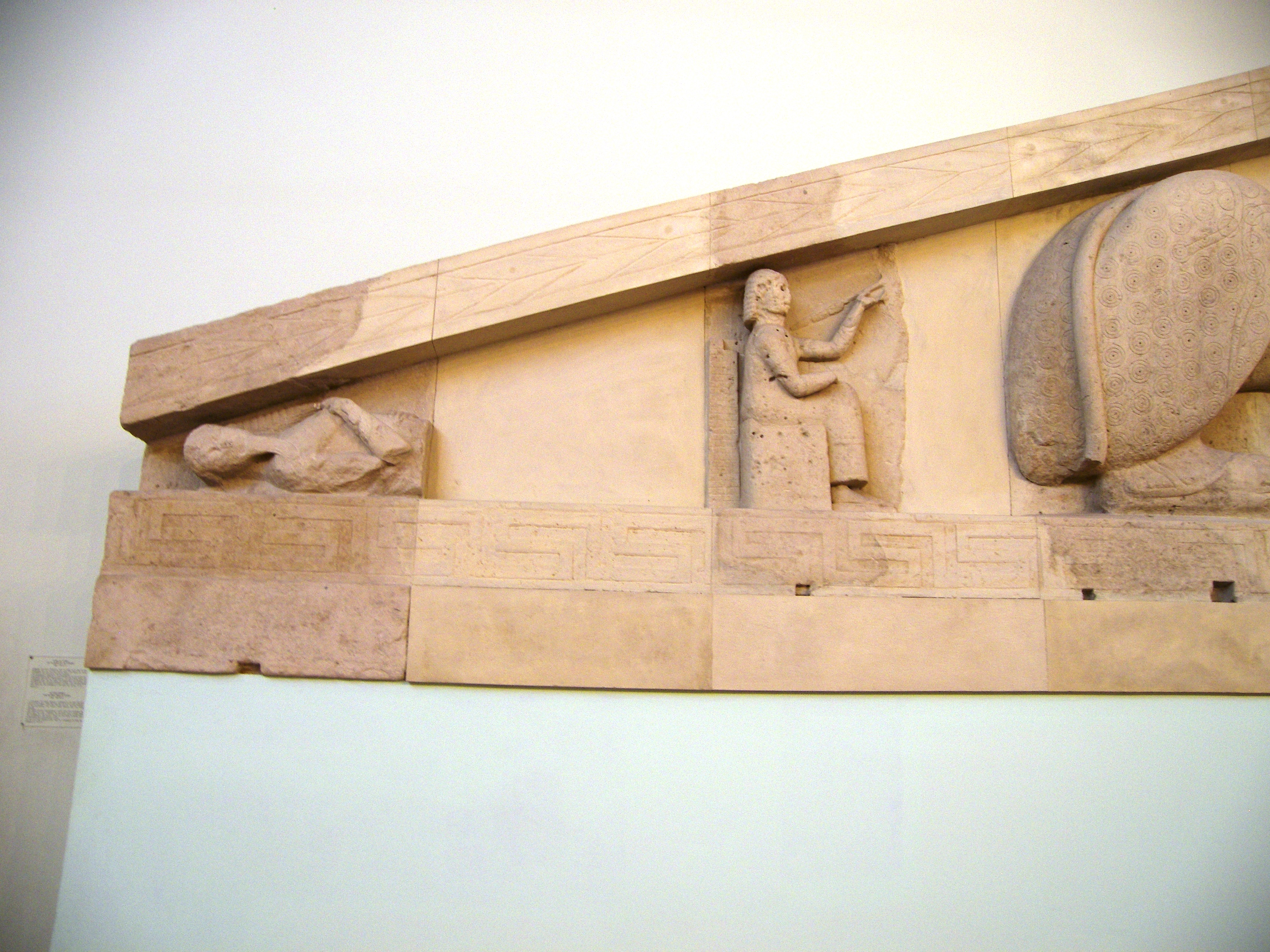
Un guerrer mort i una figura asseguda al costat esquerre del frontó.
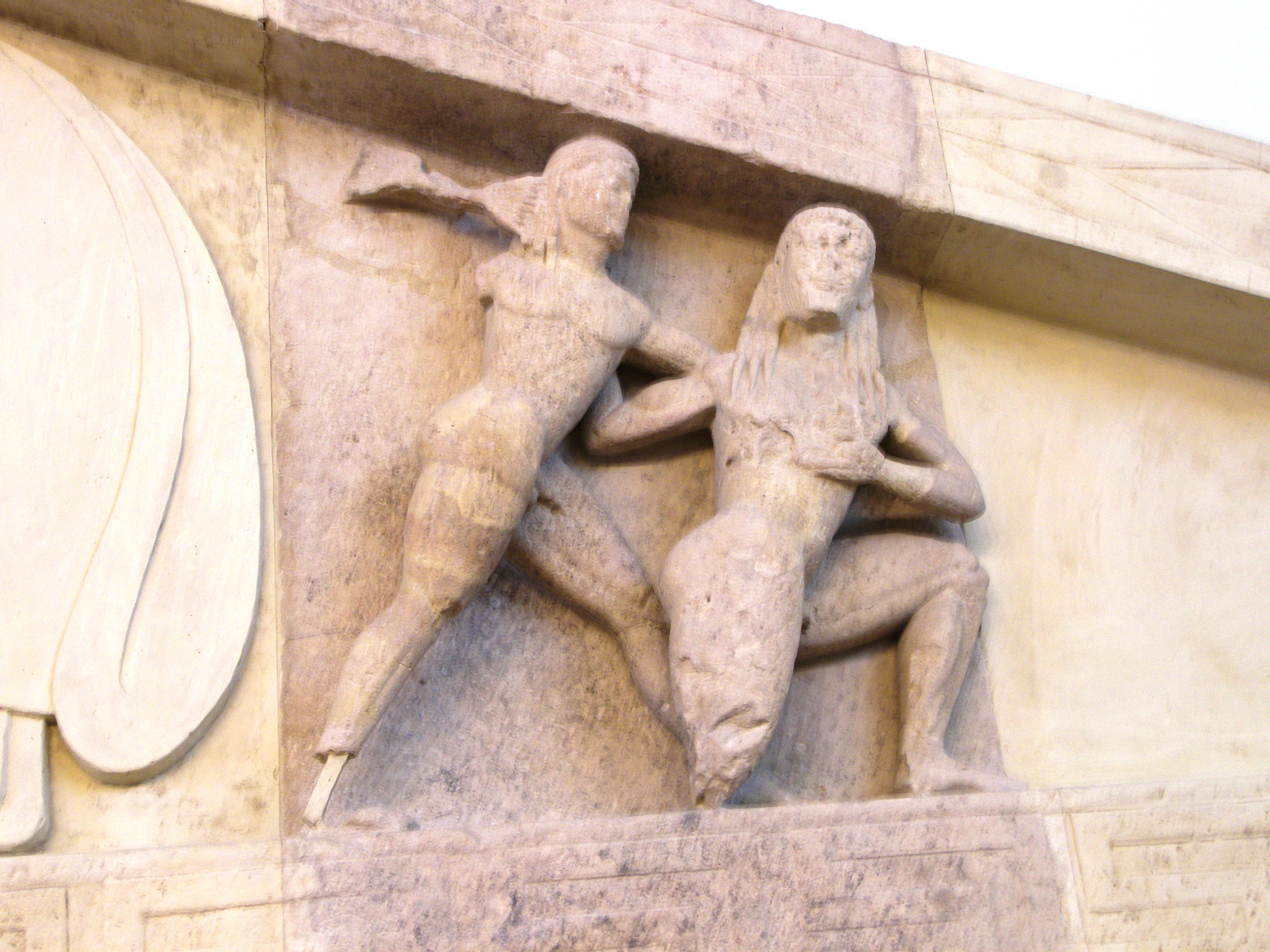
Un Zeus sense barba llançant un llamp contra una figura agenollada.